# 公理2号
公理2號（英語：Axiom Mission 2或者Ax-2）是一个前往国际空间站的商业载人任务，它由商业航天公司公理航天运营。它的首两位乘员已于2021年5月宣布。2021年12月，美国宇航局确认该任务将乘坐乘员龙飞船飞行。飞船于2023年5月21日发射，5月22日成功对接国际空间站。
这是继2022年4月的公理1號之后的第二次公理航天任务，也是载人龙飞船第三次私人航天任务。

## 全部乘员
机组成员包括前NASA宇航员佩吉·惠特森，约翰·肖夫纳担任飞行员。
2022年1月11日，公理航天宣布義大利空軍上校Walter Villadei成为该公司的第一位国际专业宇航员。他目前正在休士頓接受训练。Villadei上校已被公理航天选为 Ax-2 任务的后备船员。据报道，2022年9月，沙特阿拉伯的沙特航天局购买了剩余的两个座位用于该任务，其中一个是给女宇航员的。

### 主要乘员
| 岗位      | 宇航员                                | 宇航员                                |
| --------- | ------------------------------------- | ------------------------------------- |
| 指令长    | 佩吉·惠特森, 公理航天 第4次飞行       | 佩吉·惠特森, 公理航天 第4次飞行       |
| 飞行员    | 约翰·肖夫纳, 公理航天 第1次飞行       | 约翰·肖夫纳, 公理航天 第1次飞行       |
| 任务专家1 | 阿里·艾尔卡尔尼, 沙特航天局 第1次飞行 | 阿里·艾尔卡尔尼, 沙特航天局 第1次飞行 |
| 任务专家2 | 雷扬纳·巴尔纳维, 沙特航天局 第1次飞行 | 雷扬纳·巴尔纳维, 沙特航天局 第1次飞行 |

### 后备乘员
| 岗位 | 乘员            | 乘员            |
| ---- | --------------- | --------------- |
| 待定 | Walter Villadei | Walter Villadei |